# Luigi Castagnola
Luigi Castagnola, född 14 mars 1953 i Sori, är en italiensk vattenpolospelare och politiker. Han var Soris borgmästare 2004–2014.
Castagnola ingick i Italiens herrlandslag i vattenpolo vid olympiska sommarspelen 1976 i Montréal. I OS-turneringen 1976 tog Italien silver.
Castagnola tog VM-brons 1975 i Cali och EM-brons 1977 i Jönköping.